# Sarleinsbach
Sarleinsbach település Ausztriában, Felső-Ausztria tartományban, a Rohrbachi járásban, területe 37 km².

## Fekvése
Tengerszint feletti magassága 561 méter. Sarleinsbach Kollerschlag, Peilstein im Mühlviertel, Oepping, Rohrbach-Berg, Arnreit, Hörbich és Atzesberg településekkel határos.

## Népesség
Lakosainak száma 2284 fő (2018. január 1.).